# Fujiwara no Kimiko
Fujiwara no Kimiko, född 1232, död 1304, var en kejsarinna, gift med kejsar Go-Saga.